# Tuerto

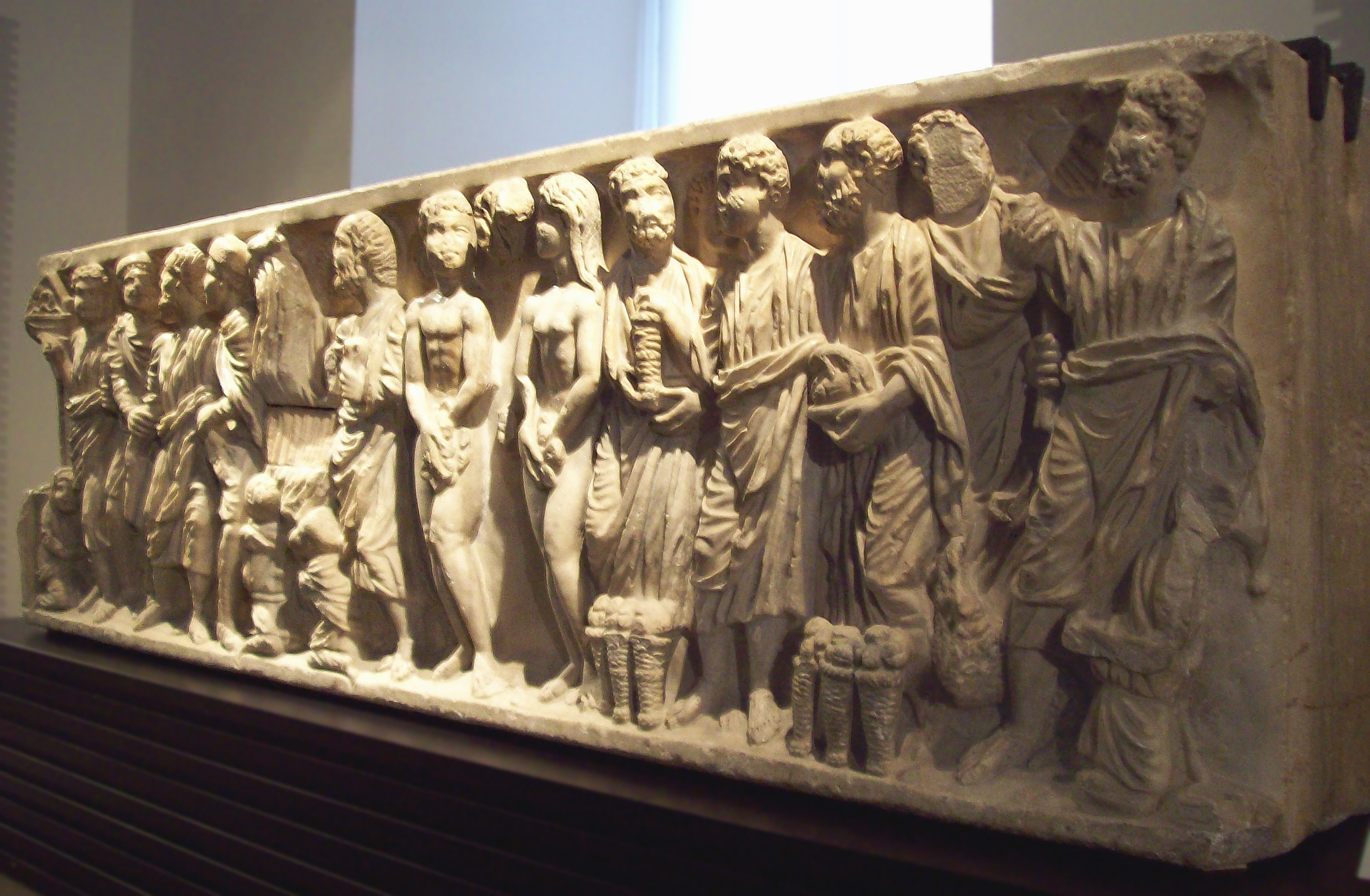
Frühchristlicher Sarkophag aus San Justo de la Vega

Der Río Tuerto ist ein ca. 62 km langer Nebenfluss des Río Órbigo in der spanischen Provinz León in der Autonomen Region Kastilien-León. Er gehört zum Flusssystem (cuenca) des Duero.

## Verlauf
Der Río Tuerto entspringt – je nach Regenfällen in Höhen von ca. 1300 bis 1500 m – auf dem Gebiet der Gemeinde Villagatón auf der Südseite des Kantabrischen Gebirges und fließt zunächst in südliche, später dann in südöstliche Richtungen; bei der Kleinstadt La Bañeza mündet er in den Río Órbigo.

## Orte am Fluss
- Villamejil
- San Justo de la Vega
- La Bañeza

## Nebenflüsse
- Río Porcos
- Río Turienzo
- Río Duerna

## Stauseen
- Embalse de Villameca

## Geschichte
Von Kelten, Westgoten und Mauren fehlen archäologisch auswertbare Spuren. Bei San Justo de la Vega, einem Ort an der antiken Via de la Plata, wurde ein frühchristlicher Sarkophag mit Szenen des Alten und Neuen Testaments gefunden, der heute im Archäologischen Museum von Madrid gezeigt wird.

## Sehenswürdigkeiten
Vor allem der Oberlauf des Flusses ist landschaftlich durchaus reizvoll und bei Anglern beliebt; die Gemeinden und Dörfer an seinen Ufern bieten Ferienwohnungen (casas rurales) zur Vermietung an. Ca. 2,5 km östlich von Astorga, beim Ort San Justo de la Vega, führt der Jakobsweg (Camino de Santiago) über den Fluss.